# Ectecephala
Ectecephala là một chi ruồi trong họ Chloropidae.